# Judô nos Jogos Olímpicos de Verão de 2016 - Mais de 100 kg masculino
A competição mais de 100 kg masculino do judô nos Jogos Olímpicos de Verão de 2016 foi disputada em 12 de agosto na Arena Carioca 2.

## Calendário
| Data                      | Horário | Rodada           |
| ------------------------- | ------- | ---------------- |
| Sexta-feira, 12 de agosto | 10h00   | Classificatórias |
| Sexta-feira, 12 de agosto | 15h30   | Fase final       |

## Medalhistas
Teddy Riner, da França, renovou o título olímpico graças à vitória sobre o japonês Hisayoshi Harasawa no combate da final. As disputas pelo bronze foram ganhas pelo israelita Or Sasson e por Rafael Silva, que assim assegurou uma medalha para o país organizador, Brasil.
| Ouro   | FRA Teddy Riner                |
| Prata  | JPN Hisayoshi Harasawa         |
| Bronze | BRA Rafeal Silva ISR Or Sasson |

## Resultados
Estes foram os resultados da competição:

### Finais
|  | Semifinais             | Semifinais             | Semifinais             |                        |                 | Final           | Final | Final |  |
|  |                        |                        |                        |                        |                 |                 |       |       |  |
|  | FRA Teddy Riner        | FRA Teddy Riner        | 10s1                   |                        |                 |                 |       |       |  |
|  | FRA Teddy Riner        | FRA Teddy Riner        | 10s1                   |                        |                 |                 |       |       |  |
|  | ISR Or Sasson          | ISR Or Sasson          | 0s1                    |                        |                 |                 |       |       |  |
|  | ISR Or Sasson          | ISR Or Sasson          | 0s1                    |                        | FRA Teddy Riner | FRA Teddy Riner | 0s1   |       |  |
|  |                        |                        |                        |                        | FRA Teddy Riner | FRA Teddy Riner | 0s1   |       |  |
|  |                        |                        | JPN Hisayoshi Harasawa | JPN Hisayoshi Harasawa | 0s2             |                 |       |       |  |
|  | JPN Hisayoshi Harasawa | JPN Hisayoshi Harasawa | JPN Hisayoshi Harasawa | JPN Hisayoshi Harasawa | 0s2             | 101s1           |       |       |  |
|  | JPN Hisayoshi Harasawa | JPN Hisayoshi Harasawa |                        |                        |                 |                 |       |       |  |
|  | UZB Abdullo Tangriev   | UZB Abdullo Tangriev   | 0s4                    |                        |                 |                 |       |       |  |

### Repescagem
|  | Repescagem       | Repescagem       | Repescagem |  |  | Disputa do bronze    | Disputa do bronze    | Disputa do bronze |
|  |                  |                  |            |  |  |                      |                      |                   |
|  | BRA Rafael Silva | BRA Rafael Silva | 0s1        |  |  |                      |                      |                   |
|  | NED Roy Meyer    | NED Roy Meyer    | 0s2        |  |  | BRA Rafael Silva     | BRA Rafael Silva     | 1s1               |
|  |                  |                  |            |  |  | UZB Abdullo Tangriev | UZB Abdullo Tangriev | 0s2               |
|  |                  |                  |            |  |  |                      |                      |                   |
|  |                  |                  |            |  |  |                      |                      |                   |
|  |                  |                  |            |  |  |                      |                      |                   |
|  |                  |                  |            |  |  |                      |                      |                   |

|  | Repescagem              | Repescagem              | Repescagem |  |  | Disputa do bronze       | Disputa do bronze       | Disputa do bronze |
|  |                         |                         |            |  |  |                         |                         |                   |
|  | CUB Alex García Mendoza | CUB Alex García Mendoza | 100        |  |  |                         |                         |                   |
|  | KGZ Iurii Krakovetskii  | KGZ Iurii Krakovetskii  | 0s1        |  |  | CUB Alex García Mendoza | CUB Alex García Mendoza | 0s2               |
|  |                         |                         |            |  |  | ISR Or Sasson           | ISR Or Sasson           | 0s1               |
|  |                         |                         |            |  |  |                         |                         |                   |
|  |                         |                         |            |  |  |                         |                         |                   |
|  |                         |                         |            |  |  |                         |                         |                   |
|  |                         |                         |            |  |  |                         |                         |                   |

### Classificatórias

#### Seção A
|  | Primeira fase           | Primeira fase           | Primeira fase |  |  | Oitavas de final        | Oitavas de final        | Oitavas de final |     |                 | Quartas de final | Quartas de final | Quartas de final |
|  |                         |                         |               |  |  |                         |                         |                  |     |                 |                  |                  |                  |
|  |                         |                         |               |  |  |                         |                         |                  |     |                 |                  |                  |                  |
|  |                         |                         |               |  |  | FRA Teddy Riner         | FRA Teddy Riner         | 100              |     |                 |                  |                  |                  |
|  | MGL Battulgyn Temüülen  | MGL Battulgyn Temüülen  | 0s2           |  |  | ALG Mohamed-Amine Tayeb | ALG Mohamed-Amine Tayeb | 0                |     |                 |                  |                  |                  |
|  | ALG Mohamed-Amine Tayeb | ALG Mohamed-Amine Tayeb | 10s2          |  |  |                         |                         |                  |     | FRA Teddy Riner | FRA Teddy Riner  | 10s1             |                  |
|  | BRA Rafael Silva        | BRA Rafael Silva        | 110           |  |  |                         | BRA Rafael Silva        | BRA Rafael Silva | 0s3 |                 |                  |                  |                  |
|  | HON Ramón Pileta        | HON Ramón Pileta        | 0             |  |  | BRA Rafael Silva        | BRA Rafael Silva        | 100s1            |     |                 |                  |                  |                  |
|  | AUT Daniel Allerstorfer | AUT Daniel Allerstorfer | 0s1           |  |  | RUS Renat Saidov        | RUS Renat Saidov        | 0s2              |     |                 |                  |                  |                  |
|  | RUS Renat Saidov        | RUS Renat Saidov        | 1s1           |  |  |                         |                         |                  |     |                 |                  |                  |                  |
|  |                         |                         |               |  |  |                         |                         |                  |     |                 |                  |                  |                  |
|  |                         |                         |               |  |  |                         |                         |                  |     |                 |                  |                  |                  |

#### Seção B
|  | Primeira fase             | Primeira fase             | Primeira fase |  |  | Oitavas de final    | Oitavas de final    | Oitavas de final |      |               | Quartas de final | Quartas de final | Quartas de final |
|  |                           |                           |               |  |  |                     |                     |                  |      |               |                  |                  |                  |
|  | NED Roy Meyer             | NED Roy Meyer             | 100           |  |  |                     |                     |                  |      |               |                  |                  |                  |
|  | CGO Deo Gracia Ngokaba    | CGO Deo Gracia Ngokaba    | 0             |  |  | NED Roy Meyer       | NED Roy Meyer       | 101s2            |      |               |                  |                  |                  |
|  | KOR Kim Sung-min          | KOR Kim Sung-min          | 102           |  |  | KOR Kim Sung-min    | KOR Kim Sung-min    | 0                |      |               |                  |                  |                  |
|  | ECU Freddy Figueroa       | ECU Freddy Figueroa       | 0             |  |  |                     |                     |                  |      | NED Roy Meyer | NED Roy Meyer    | 0                |                  |
|  | ISR Or Sasson             | ISR Or Sasson             | 100s1         |  |  |                     | ISR Or Sasson       | ISR Or Sasson    | 10s1 |               |                  |                  |                  |
|  | EGY Islam El Shehaby      | EGY Islam El Shehaby      | 0             |  |  | ISR Or Sasson       | ISR Or Sasson       | 10s1             |      |               |                  |                  |                  |
|  | ISL Þormóður Árni Jónsson | ISL Þormóður Árni Jónsson | 0s4           |  |  | POL Maciej Sarnacki | POL Maciej Sarnacki | 0s1              |      |               |                  |                  |                  |
|  | POL Maciej Sarnacki       | POL Maciej Sarnacki       | 100s2         |  |  |                     |                     |                  |      |               |                  |                  |                  |
|  |                           |                           |               |  |  |                     |                     |                  |      |               |                  |                  |                  |
|  |                           |                           |               |  |  |                     |                     |                  |      |               |                  |                  |                  |

#### Seção C
|  | Primeira fase                   | Primeira fase                   | Primeira fase |  |  | Oitavas de final        | Oitavas de final        | Oitavas de final        |   |                        | Quartas de final       | Quartas de final | Quartas de final |
|  |                                 |                                 |               |  |  |                         |                         |                         |   |                        |                        |                  |                  |
|  | JPN Hisayoshi Harasawa          | JPN Hisayoshi Harasawa          | 0s1           |  |  |                         |                         |                         |   |                        |                        |                  |                  |
|  | GEO Adam Okruashvili            | GEO Adam Okruashvili            | 0s2           |  |  | JPN Hisayoshi Harasawa  | JPN Hisayoshi Harasawa  | 100s1                   |   |                        |                        |                  |                  |
|  | AZE Ushangi Kokauri             | AZE Ushangi Kokauri             | 111           |  |  | AZE Ushangi Kokauri     | AZE Ushangi Kokauri     | 0                       |   |                        |                        |                  |                  |
|  | LAT Artūrs Ņikiforenko          | LAT Artūrs Ņikiforenko          | 0s2           |  |  |                         |                         |                         |   | JPN Hisayoshi Harasawa | JPN Hisayoshi Harasawa | 100              |                  |
|  | HUN Barna Bor                   | HUN Barna Bor                   | 101           |  |  |                         | CUB Alex García Mendoza | CUB Alex García Mendoza | 0 |                        |                        |                  |                  |
|  | TUN Faïcel Jaballah             | TUN Faïcel Jaballah             | 0s1           |  |  | HUN Barna Bor           | HUN Barna Bor           | 0s1                     |   |                        |                        |                  |                  |
|  | CUB Alex García Mendoza         | CUB Alex García Mendoza         | 100s1         |  |  | CUB Alex García Mendoza | CUB Alex García Mendoza | 0                       |   |                        |                        |                  |                  |
|  | TJK Mukhamadmurod Abdurakhmonov | TJK Mukhamadmurod Abdurakhmonov | 0             |  |  |                         |                         |                         |   |                        |                        |                  |                  |
|  |                                 |                                 |               |  |  |                         |                         |                         |   |                        |                        |                  |                  |
|  |                                 |                                 |               |  |  |                         |                         |                         |   |                        |                        |                  |                  |

#### Seção D
|  | Primeira fase          | Primeira fase          | Primeira fase |  |  | Oitavas de final       | Oitavas de final       | Oitavas de final     |       |                        | Quartas de final       | Quartas de final | Quartas de final |
|  |                        |                        |               |  |  |                        |                        |                      |       |                        |                        |                  |                  |
|  | UKR Iakiv Khammo       | UKR Iakiv Khammo       | 100           |  |  |                        |                        |                      |       |                        |                        |                  |                  |
|  | BUR Rachid Sidibé      | BUR Rachid Sidibé      | 0             |  |  | UKR Iakiv Khammo       | UKR Iakiv Khammo       | 0                    |       |                        |                        |                  |                  |
|  | KGZ Iurii Krakovetskii | KGZ Iurii Krakovetskii | 100s1         |  |  | KGZ Iurii Krakovetskii | KGZ Iurii Krakovetskii | 111                  |       |                        |                        |                  |                  |
|  | GER André Breitbarth   | GER André Breitbarth   | 0s1           |  |  |                        |                        |                      |       | KGZ Iurii Krakovetskii | KGZ Iurii Krakovetskii | 1                |                  |
|  | ROU Daniel Natea       | ROU Daniel Natea       | 100           |  |  |                        | UZB Abdullo Tangriev   | UZB Abdullo Tangriev | 100s1 |                        |                        |                  |                  |
|  | THA Kunathip Yea-on    | THA Kunathip Yea-on    | 0             |  |  | ROU Daniel Natea       | ROU Daniel Natea       | 0s1                  |       |                        |                        |                  |                  |
|  | SAM Derek Sua          | SAM Derek Sua          | 0s3           |  |  | UZB Abdullo Tangriev   | UZB Abdullo Tangriev   | 110s1                |       |                        |                        |                  |                  |
|  | UZB Abdullo Tangriev   | UZB Abdullo Tangriev   | 100           |  |  |                        |                        |                      |       |                        |                        |                  |                  |
|  |                        |                        |               |  |  |                        |                        |                      |       |                        |                        |                  |                  |
|  |                        |                        |               |  |  |                        |                        |                      |       |                        |                        |                  |                  |